# Digitally Imported
Digitally Imported (tudi DI ali DI.fm) je internetni radio specializiran za predvajanje elektronske plesne glasbe na 38 različnih kanalih. Ustanovljen je bil leta 1999 kot prostočasovna dejavnost ustanovitelja Arija Shohata in je bil eden prvih internetnih radiev. Večkrat je bil označen kot eden najboljših internetnih radiev v svoji niši. DI ima sestrski internetni radio SKY.FM, ki predvaja ostale glasbene zvrsti.